# Makhaira rossica
Makhaira rossica è un rettile marino estinto, appartenente ai plesiosauri. Visse nel Cretaceo inferiore (Hauteriviano, circa 130 milioni di anni fa) e i suoi resti fossili sono stati ritrovati in Russia.

## Descrizione
Benché frammentari, i fossili di questo animale sono caratteristici a tal punto da distinguerlo da altri animali simili. Makhaira doveva essere lungo circa 5 metri, e come tutti i suoi simili doveva possedere un corpo compatto e quattro arti trasformati in strutture simili a pagaie. Il cranio era lungo e dotato di un rostro allungato munito di denti aguzzi. Proprio le caratteristiche dei denti erano uniche: erano infatti a sezione triangolare e possedevano carene seghettate in cui l'altezza dei denticoli era maggiore dell'ampiezza. I denticoli, inoltre, variavano in lunghezza lungo la carena e formavano una sorta di onda lungo il dente. Il primo dente della premascella sporgeva infuori, mentre la sinfisi mandibolare (la parte di mandibola in cui i due rami mandibolari si uniscono) era molto lunga e conteneva più di dieci alveoli per lato. Il rostro era lungo e dritto, privo di qualunque espansione laterale. 

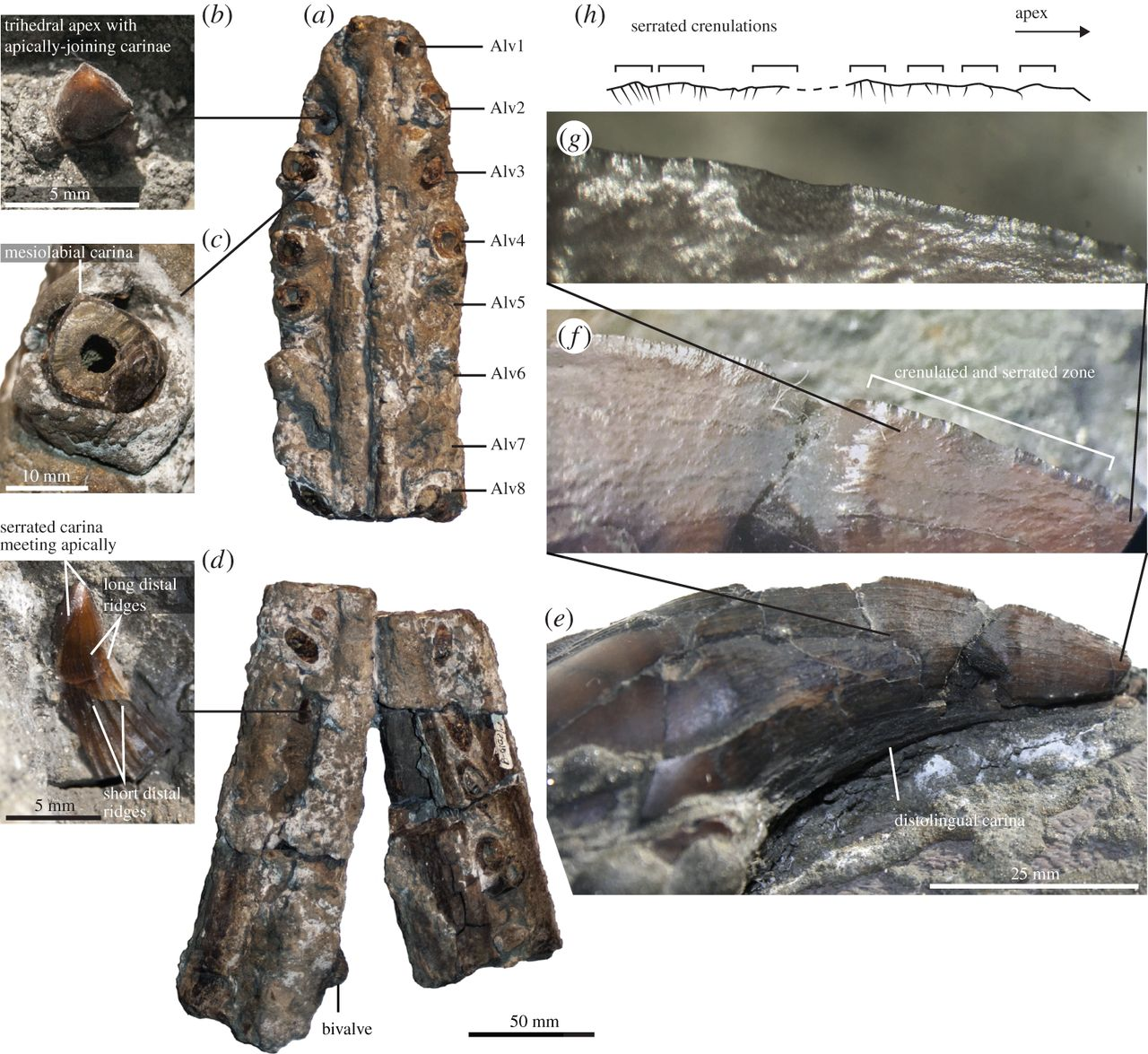
Mandibola e denti in sezione di Makhaira rossica

## Classificazione
Makhaira rossica venne descritto per la prima volta nel 2015, sulla base di resti fossili ritrovati lungo il fiume Volga nell'Oblast' di Ul'janovsk, in Russia. Questo animale era evidentemente un rappresentante dei pliosauridi, un gruppo di plesiosauri caratterizzati da collo corto e teste grandi. Al contrario della maggior parte degli altri pliosauri del Cretaceo, Makhaira non era di enormi dimensioni; sembrerebbe essere comunque vicino all'origine di un clade noto come Brachaucheniinae, comprendenti fra gli altri Brachauchenius e Megacephalosaurus, vissuti alcuni milioni di anni dopo e di dimensioni maggiori.

## Paleobiologia
Makhaira doveva essere un predatore di grossi animali, come suggerito dai denti leggermente ricurvi e seghettati. La peculiare dentatura di Makhaira suggerisce che questo animale si nutriva in modo diverso, e forse anche di prede diverse, rispetto agli altri pliosauri coevi. I denti di Makhaira inoltre pongono alcuni dubbi sulla presenza di coccodrilli metriorinchidi verso la fine del Cretaceo inferiore, come suggerito dal ritrovamento di un dente isolato dell'Aptiano della Sicilia. 